# Muhammad Abdel Moneim
O príncipe Damat Muhammad Abdel Moneim (20 de fevereiro de 1899 - 1 de dezembro de 1979) foi um príncipe egípcio e herdeiro aparente do trono do Egito e do Sudão de 1899 a 1914. Após a abdicação do rei Faruque após a Revolução Egípcia de 1952, ele serviu como regente do rei Fuade II até a declaração da República do Egito e a abolição da monarquia egípcia e sudanesa em 1953. Nascido no Palácio de Montaza, perto de Alexandria. Seu pai, Abaz II, era o quediva reinante e, portanto, Muhammad Abdul Moneim se tornou herdeiro aparente após seu nascimento e recebeu o título de Príncipe Hereditário. Ele foi educado em Friburgo, Suíça. Após a entrada do Império Otomano na Primeira Guerra Mundial, o pai de Muhammad Abdul Moneim, Abbas II, foi deposto pela Grã-Bretanha em 18 de dezembro de 1914 por apoiar os otomanos na guerra. Seu pai foi substituído no trono por seu tio Hussein Kamel, ignorando Muhammad Abdul Moneim, que agora foi rebaixado na linha de sucessão. Ele foi criado Sua Alteza em 1922.
Em 1927 ele retornou ao Egito. Em 1933, ele e seu primo, o príncipe Youssouf Kamal, visitaram os Estados Unidos e o Canadá.  Ele serviu como presidente do Comitê Olímpico Egípcio de 1934 a 1938. Em 1938, ele teria pedido permissão ao rei Farouk para se casar com Myzejen Zogu, irmã do rei Zog I da Albânia.
Em 1939 foi nomeado presidente da delegação árabe na Conferência da Palestina em Londres.

## Período regencial
Após a abdicação do rei Faruque, serviu como Presidente do Conselho da Regência Egípcia de 26 de julho de 1952 a 18 de junho de 1953 para o infante Rei Fuade II, sendo criado Alteza Real em 1952. A regência chegou ao fim quando o Major General Muhammad Naguib assumiu o poder e declarou o Egito uma república, encerrando o governo da Dinastia de Maomé Ali.
Em dezembro de 1957, ele foi preso por tentar derrubar Nasser e devolver a monarquia.

## Morte
Ele morreu em Ortaköy, Istambul, e foi enterrado no Cairo, Egito.

## Casamento e descendentes
Muhammad Abdul Moneim casou-se com sua prima de terceiro grau, a princesa Fatma Neslişah Osmanoğlu Sultan (4 de fevereiro de 1921 – 2 de abril de 2012) no Palácio de Heliópolis, Cairo, em 26 de setembro de 1940. Ela era filha do príncipe Şehzade Omer Faruk (1898–1969/1971) e de sua primeira esposa e prima, a princesa Rukiye Sabiha Sultan (1894–1971). Fatma Neslişah também era neta paterna do último califa otomano Abdülmecid II por sua primeira esposa e neta materna do último sultão otomano e califa Mehmed VI por sua primeira esposa.
Muhammad Abdul Moneim e Fatma Neslişah tiveram dois filhos:
- Príncipe Sultanzade Abbas Hilmi (nascido em 16 de outubro de 1941 no Cairo ), casou-se em Istambul em 1 de junho de 1969 com Mediha Momtaz (nascida em 12 de maio de 1945 no Cairo ), e tem uma filha e um filho:
  - Princesa HGlory Nabila Sabiha Fatima Hilmi Hanım (nascida em 28 de setembro de 1974 em Londres )
  - Príncipe HGlory Nabil Daoud Abdelmoneim Hilmi Bey (nascido em 23 de julho de 1979 em Paddington, Londres )
- Princesa İkbal Hilmi Abdulmunim Hanımsultan (n. 22 de dezembro de 1944), solteira e sem descendência